# Donaha
Donaha (dříve On The Way) je studentská pop-punková kapela z Bruntálska. Založena byla bratry Jelenovými v roce 2011, v současném složení hraje od poloviny 2012. Začínali s anglickými texty ve stylu punk rock (demo CD ON THE WAY), jejich další CD jsou již pop-punková a v češtině. V říjnu 2013 kapela vyhrála 5. ročník hudební soutěže Rocková Olomouc a stala se tak předskokanem metalové královny z Finska - Tarja Turunen. Hudebním serverem Bandzone byla kapela vybrána mezi šest talentů roku a vystoupila na 5. ročníku Bandzone Showcase 2013. Začátkem roku 2014 kapela natočila ve vlastní režii videoklip Ztrácíš. Kapela zvítězila v soutěži Mercedes Benz Live Space 2014 a dostala tak příležitost zúčastnit se tour s kapelami Imodium a Zakázaný ovoce a natočit videoklip Příběh z křídel, se kterým se jí podařilo zvítězt v hitparádě Óčko music chart. Od dubna 2015 kapela spolupracuje s vydavatelstvím Warner Music. Vydává singl a videoklip Nedostupná, se kterým vítězí v hitparádě Óčko chart. Na podzim Donaha vydává album BETA SAMCI a vyjíždí na tour s Rybičkama 48. Na pozvání Richarda Reinese (hudební manažer) se kapela v lednu 2016 účastní dvoutýdenní "songwriting session" v Kalifornii. Donaha vystoupili jako předkapela SUM 41 na festivalu Prague Sounds Good 2016. 30.9.2017 závěrečným koncertem v Bruntále kapela ukončila činnost.
Matěj a Štěpán Jelenovi založili kapelu Brixtn, Pepa odešel do skupin Něco si přej a Disonant a Marek nastoupil jako herec do angažmá v olomouckém divadle.

## Členové
- Matěj Jelen (* 17. června 1996) – kytara, zpěv, zakládající člen kapely, skládá texty a hudbu
- Pepa Sedlák (* 28. února 1996) – kytara, doprovodný zpěv
- Marek Pešl (* 31. března 1998) – baskytara, doprovodný zpěv
- Štěpán Jelen (* 25. května 1999) – bicí, zakládající člen kapely, spoluautor hudby

## Diskografie

### Studiová alba
- 2012 – DNA (Nahrávací studio George Lukase, Brno)
- 2013 – P.A.N.I.C. (Nahrávací studio BOMB JACK, Hranice[10], recenze)
- 2015 - BETA SAMCI (Studio "I" Hradec Králové + Negative Tunes, recenze[7])

### Demo nahrávky
- 2012 – ON THE WAY (demo)